# Nazionale maschile di football americano della Spagna
La nazionale di football americano della Spagna è la selezione maggiore maschile di football americano della FEFA, che rappresenta la Spagna nelle varie competizioni ufficiali o amichevoli riservate a squadre nazionali.

## Risultati
Legenda: Grassetto: Risultato migliore, Corsivo: Mancate partecipazioni

## Dettaglio stagioni

### Amichevoli
| Stagione | Vin | Par | Per | Tot | PF | PS  | avversaria        |
| -------- | --- | --- | --- | --- | -- | --- | ----------------- |
| 1989     | 0   | 0   | 1   | 1   | 6  | 74  | Francia           |
| 2014     | 0   | 0   | 1   | 1   | 12 | 13  | Lisboa Navigators |
| 2016     | 0   | 0   | 1   | 1   | 6  | 14  | Belgio            |
| 2017     | 0   | 0   | 1   | 1   | 16 | 18  | Belgio            |
| 2018     | 1   | 0   | 1   | 2   | 27 | 14  | Russia, Turchia   |
| Totale   | 1   | 0   | 5   | 6   | 67 | 133 |                   |

Fonte: americanfootballitalia.com

### Tornei

#### Europei

##### Europeo ante-2001/Europeo dal 2018

###### Qualificazioni
| Stagione | regular season | regular season | regular season | regular season | regular season | regular season | playoff | playoff | playoff | playoff | playoff | playoff         | playoff       |
|          | Vin            | Par            | Per            | Tot            | PF             | PS             | Vin     | Per     | Tot     | PF      | PS      | risultato       | avversaria    |
| -------- | -------------- | -------------- | -------------- | -------------- | -------------- | -------------- | ------- | ------- | ------- | ------- | ------- | --------------- | ------------- |
| 1990     | 0              | 0              | 1              | 1              | 0              | 40             | -       | -       | -       | -       | -       |                 | Francia       |
| 1994     | 0              | 0              | 1              | 1              | 6              | 71             | -       | -       | -       | -       | -       |                 | Francia       |
| 1997     | 0              | 0              | 1              | 1              | 14             | 14             | -       | -       | -       | -       | -       |                 | Gran Bretagna |
| 2001     | 0              | 0              | 1              | 1              | 6              | 27             | -       | -       | -       | -       | -       |                 | Gran Bretagna |
| 2015     | 0              | 0              | 1              | 1              | 20             | 28             | -       | -       | -       | -       | -       | Non qualificata | Israele       |
| Totale   | 0              | 0              | 5              | 5              | 46             | 180            | -       | -       | -       | -       | -       |                 |               |

Fonte: americanfootballitalia.com

##### Europeo B
| Stagione  | regular season | regular season | regular season | regular season | regular season | regular season | playoff | playoff | playoff | playoff | playoff | playoff       | playoff    |
|           | Vin            | Par            | Per            | Tot            | PF             | PS             | Vin     | Per     | Tot     | PF      | PS      | risultato     | avversaria |
| --------- | -------------- | -------------- | -------------- | -------------- | -------------- | -------------- | ------- | ------- | ------- | ------- | ------- | ------------- | ---------- |
| 2004      | 0              | 0              | 3              | 3              | 6              | 100            | -       | -       | -       | -       | -       | Quarto posto  |            |
| 2009      | 0              | 0              | 2              | 2              | 7              | 112            | -       | -       | -       | -       | -       | Quinto posto  |            |
| 2013      | 0              | 0              | 2              | 2              | 13             | 113            | 0       | 1       | 1       | 0       | 30      | Sesto posto   | Serbia     |
| 2019-2021 | 2              | 0              | 1              | 3              | 72             | 49             | -       | -       | -       | -       | -       | Secondo posto | -          |
| 2022-2023 | -              | -              | -              | -              | -              | -              | 1       | 1       | 2       | 49      | 37      | Terzo posto   | Israele    |
| Totale    | 2              | 0              | 8              | 10             | 98             | 374            | 1       | 2       | 3       | 49      | 67      |               |            |

Fonte: americanfootballitalia.com

### Riepilogo partite disputate
| Anno              | Luogo               | Evento            | Fase del torneo      | Incontro                                 | Risultato     |
| 1989              | Istres              | Amichevole        |                      | Francia - Spagna                         | 74 - 6        |
| 1990              | Barcellona          | Europeo           | Qualificazioni       | Spagna - Francia                         | 0 - 40        |
| 1994              | Tolosa              | Europeo           | Qualificazioni       | Francia - Spagna                         | 71 - 6        |
| 1997              | Madrid              | Europeo           | Qualificazioni       | Spagna - Gran Bretagna                   | 14 - 17       |
| 2000?             | ?                   | Europeo           | Ottavi di finale     | Spagna - Italia                          | 1 - 0 d.g.s.  |
| 2001              | Leicester           | Europeo           | Qualificazioni       | Gran Bretagna - Spagna                   | 27 - 6        |
| 2004              | Amiens              | Europeo B         | Girone               | Francia - Spagna                         | 28 - 0        |
| 2004              | Amiens              | Europeo B         | Girone               | Spagna - Gran Bretagna                   | 0 - 41        |
| 2004              | Amiens              | Europeo B         | Girone               | Russia - Spagna                          | 31 - 6        |
| 2009              | Wolfsberg           | Europeo B         | Girone               | Italia - Spagna                          | 42 - 7        |
| 2009              | Wolfsberg           | Europeo B         | Girone               | Austria - Spagna                         | 70 - 0        |
| 2012              | Barcellona          | Barcelona Classic |                      | Spagna - North Central College Cardinals | 3 - 36        |
| 31 agosto 2013    | Milano              | Europeo B         | Girone               | Italia - Spagna                          | 55 - 7        |
| 2 settembre 2013  | Milano              | Europeo B         | Girone               | Gran Bretagna - Spagna                   | 58 - 6        |
| 7 settembre 2013  | Milano              | Europeo B         | Finale 5º - 6º posto | Serbia - Spagna                          | 30 - 0        |
| 2014              | Granada             | Amichevole        |                      | Spagna - Lisboa Navigators               | 12 - 13       |
| 2015              | Alcorcón            | Europeo           | Qualificazioni       | Spagna - Israele                         | 20 - 28       |
| 6 agosto 2016     | Oropesa del Mar     | Amichevole        |                      | Spagna - Belgio                          | 6 - 14        |
| 19 agosto 2017    | Beringen            | Amichevole        |                      | Belgio - Spagna                          | 18 - 16       |
| 4 agosto 2018     | Las Rozas de Madrid | Amichevole        |                      | Spagna - Russia                          | 27 - 0        |
| 29 settembre 2018 | Madrid              | Amichevole        |                      | Spagna - Turchia                         | 7 - 14        |
| 12 ottobre 2019   | Budapest            | Europeo B         |                      | Ungheria - Spagna                        | 24 - 7        |
| 26 ottobre 2019   | Coslada             | Europeo B         |                      | Spagna - Turchia                         | 30 - 25       |
| 2020              |                     | Europeo B         |                      | Spagna - Belgio                          | 35 - 0 d.g.s. |
| 22 ottobre 2022   | Pinto               | Europeo B         | Turno 1              | Spagna - Irlanda                         | 26 - 7        |
| 6 agosto 2023     | Gerusalemme         | Europeo B         | Turno 2              | Israele - Spagna                         | 30 - 23       |

## Confronti con le altre Nazionali
Questi sono i saldi della Spagna nei confronti delle Nazionali incontrate.

### Saldo positivo
| Nazionale | Giocate | Vinte | Pareggiate | Perse | PF | PS | Ultima vittoria | Ultimo pari | Ultima sconfitta |
| --------- | ------- | ----- | ---------- | ----- | -- | -- | --------------- | ----------- | ---------------- |
| Irlanda   | 1       | 1     | 0          | 0     | 26 | 7  | 2022            | -           | -                |

### Saldo in pareggio
| Nazionale | Giocate | Vinte | Pareggiate | Perse | PF | PS | Ultima vittoria | Ultimo pari | Ultima sconfitta |
| --------- | ------- | ----- | ---------- | ----- | -- | -- | --------------- | ----------- | ---------------- |
| Russia    | 2       | 1     | 0          | 1     | 33 | 31 | 2018            | -           | 2004             |
| Turchia   | 2       | 1     | 0          | 1     | 37 | 39 | 2019            | -           | 2018             |

### Saldo negativo
| Nazionale     | Giocate | Vinte | Pareggiate | Perse | PF | PS  | Ultima vittoria | Ultimo pari | Ultima sconfitta |
| ------------- | ------- | ----- | ---------- | ----- | -- | --- | --------------- | ----------- | ---------------- |
| Belgio        | 3       | 1     | 0          | 2     | 57 | 32  | 2020            | -           | 2017             |
| Italia        | 3       | 1     | 0          | 2     | 15 | 97  | 2000            | -           | 2013             |
| Ungheria      | 1       | 0     | 0          | 1     | 7  | 24  | -               | -           | 2019             |
| Serbia        | 1       | 0     | 0          | 1     | 0  | 30  | -               | -           | 2013             |
| Austria       | 1       | 0     | 0          | 1     | 0  | 70  | -               | -           | 2009             |
| Israele       | 2       | 0     | 0          | 2     | 43 | 58  | -               | -           | 2023             |
| Gran Bretagna | 4       | 0     | 0          | 4     | 26 | 143 | -               | -           | 2013             |
| Francia       | 4       | 0     | 0          | 4     | 12 | 213 | -               | -           | 2004             |